# إليك جيمس
إليك جيمس (22 مايو 1889 في المملكة المتحدة - 14 أغسطس 1961 في المملكة المتحدة) (بالإنجليزية: Alec James)‏ هو لاعب كريكت بريطاني وأسترالي. لعب مع فريق جنوب أستراليا للكريكت ‏ وCarmarthenshire County Cricket Club ‏.

## وصلات خارجية
- إليك جيمس على موقع إي آس بي آن كريك إنفو (الإنجليزية)